# Ein Fall für zwei: Das Opfer
Das Opfer ist der Titel der 15. Episode der Krimiserie Ein Fall für zwei mit Günter Strack und Claus Theo Gärtner in den Hauptrollen.
Der Privatdetektiv Josef Matula erhält in dieser Folge einen Auftrag als Bodyguard. Rechtsanwalt Dr. Renz muss diese Aufgabe zeitweise stellvertretend übernehmen.

## Handlung
Als Harald Nolde nach Hause kommt, findet er seine Frau Almut verängstigt am Boden liegend vor, nachdem durch ein Fenster hindurch auf sie geschossen worden sei. Darüber, dass ihr daraufhin seitens der Polizei nur unzureichender Personenschutz zugesichert worden sei, beschwert er sich bei Dr. Renz. Auf dessen Rat hin übernimmt Josef Matula diese Aufgabe während einer angeblichen Dienstreise des Ehemanns.
Gegenüber Matula, der durchaus einige Ungereimtheiten feststellt, beschuldigt Almut Nolde ihren früheren Liebhaber Georg Wilke verschiedener Einschüchterungsversuche gegen sie. Matula soll ihn auffordern, dies zu unterlassen, da sie ansonsten die Polizei informieren werde. Matula stimmt diesem Wunsch zu und bittet Almut, währenddessen bei Dr. Renz zu warten, der seinerseits nicht von diesem Plan überzeugt ist. Als Almut später mit ihrem Auto unangekündigt aufbricht, verfolgt Renz sie, kann allerdings nicht verhindern, dass sie aufgrund einer Sabotage am linken Vorderrad verunglückt.
Georg Wilke, der sich zunächst nicht gegenüber Matula zu erkennen gegeben hat, bestreitet die Vorwürfe. Er vermutet vielmehr Harald Nolde als Drahtzieher hinter den Anschlägen. Am angekündigten Ziel seiner Dienstreise ist dieser nicht erschienen. In seinem Wochenendhaus finden Matula und Wilke die Waffe vor, mit der auf Almut geschossen worden war. Kurz darauf trifft Matula an diesem Ort mit Harald Nolde zusammen.
Nach einer angeblichen Vergiftungsattacke stellt sich schließlich heraus, dass Almut Nolde die Angriffe gegen sich selbst inszeniert hat mit dem Ziel, bei Georg Wilke Aufmerksamkeit und Besorgnis zu erregen. Da der dies ahnende Harald Nolde mit seinem Auftrag an Matula lediglich bezwecken wollte, dass seine Frau während seiner Abwesenheit nicht mit Wilke zusammentrifft, verweigert er ihm die Zahlung eines Honorars.

## Hintergrund
Die Episode wurde überwiegend im Rhein-Main-Gebiet gedreht. Die Kulisse der Kanzlei von Dr. Renz befand sich im Hotel InterContinental Frankfurt. Einzelne Szenen wurden im Terminal 1 des Frankfurter Flughafens aufgenommen.